# تشونغ يونغ هوان
تشونغ يونغ هوان (من مواليد 10 فبراير 1960): لاعب ومدرب كرة قدم سابق من كوريا الجنوبية.
لعب لنادي واحد فقط في الدوري الكوري الجنوبي وهو نادي بوسان أي بارك.
وكان ضمن تشكيلة منتخب كوريا الجنوبية تحت 20 سنة لكرة القدم ولعب مع المنتخب الكوري الجنوبي في بطولة العالم للشباب لكرة القدم 1979. وشارك أيضا مع المنتخب في كأس العالم لكرة القدم 1986 وكأس العالم لكرة القدم 1990 وكأس آسيا 1984 وكأس آسيا 1988.
في مستوى النادي، فقد حصل على العديد من الكؤوس في كوريا الجنوبية في البطولات المحلية والعالمية.

## وصلات خارجية
- Chung Yong-hwan – National Team Stats at KFA (بالكورية)
- تشونغ يونغ هوان على موقع الاتحاد الدولي (مؤرشف)  (الإنجليزية)
- تشونغ يونغ هوان على موقع دوري كوريا الجنوبية (الإنجليزية)
- تشونغ يونغ هوان على موقع قاعدة بيانات كرة القدم.إي يو (الإنجليزية)
- تشونغ يونغ هوان على موقع ناشيونال فوتبول تيمز (الإنجليزية)
- تشونغ يونغ هوان على موقع أوليمبيديا (الإنجليزية)